# Сафин, Зуфер Ядкарович
Зуфар Ядкарович Сафин (тат. Зөфәр Ядкәр улы Сафин; 27 января 1968, Акбулатово, Татарская АССР — 21 мая 2023, Казань) — татарский певец, общественный деятель, экс-солист Татарской государственной филармонии имени Габдуллы Тукая (1995—2003), заслуженный артист Республики Татарстан.

## Биография
Сафин Зуфер Ядкарович родился 27 января 1968 года в селе Акбулатово Чистопольского района ТАССР. Окончил среднюю школу села Чувашский Елтан, работал солистом в культурном центре «Яшьлек» города Нижнекамск.
С 1987 по 1991 год обучался вокалу в Казанской государственной консерватории в классе заслуженной артистки России и народной артистки Татарстана Альфии Загидуллиной. После окончания консерватории учился в факультете «Татарской народной песни» Казанского государственного института культуры и искусств, который окончил в 1995 году.
С 1995 по 2003 год работал солистом эстрадной секции Татарской государственной филармонии имени Габдуллы Тукая.
С 2009 года занимался личным предпринимательством, связанным с концертной деятельностью.
Скончался после болезни 21 мая 2023 года в Казани Церемония похорон проходила в мечети Марджани, в Казани. Похоронен в родном селе.

## Семья
Жена — Наиля Сафина, профессиональная певица, родилась и выросла в городе Астрахани, получила образование в Казанском институте культуры и искусства.
Дети: дочь и сын.